# Pierpaolo De Negri
Pierpaolo De Negri, né le 5 juin 1986 à Gênes, est un coureur cycliste italien.

## Biographie
Né à Gênes, Pierpaolo De Negri devient professionnel au début de la saison 2010, en rejoignant l'équipe ISD-NERI à plein temps après un contrat de stagiaire avec l'équipe au second semestre 2009. En juillet 2012, il obtient sa première victoire pour l'équipe, lors de son succès sur le Trofeo Matteotti en Italie. Il s'impose au sprint devant 25 coureurs.
Il quitte Vini Fantini-Selle Italia à la fin de la saison 2013 et rejoint Vini Fantini-Nippo pour la saison 2014. Il reste avec l'équipe jusqu'à la fin de 2017, date à laquelle il rejoint la nouvelle équipe MsTina-Focus.
Le 21 décembre 2017, De Negri est contrôlé positif aux stéroïdes anabolisants. Il est provisoirement suspendu par l'Union Cycliste Internationale en attente de l'analyse de l'échantillon B. Il justifie son contrôle anormal par une forte consommation de viande de sanglier, même si les quantités de viande à ingérer nécessaires pour atteindre une positivité sont considérables et non compatibles avec la nutrition d'un sportif. Le 4 novembre 2019, pratiquement deux ans plus tard, il est finalement suspendu quatre ans avec effet rétroactif par l'UCI, soit jusqu'au 7 février 2022.

## Palmarès
- 2005
  - 3e du Circuit de Cesa
- 2007
  - 2e du Giro del Casentino 
  - 2e de Milan-Rapallo
  - 2e du Gran Premio Somma
  - 3e du Gran Premio Sportivi San Vigilio
  - 3e de la Medaglia d'Oro Città di Monza
- 2008
  - Florence-Empoli
  - Giro del Casentino (avec Simone Ponzi[4])
  - Giro del Valdarno
  - Gran Premio Somma
  - 2e du Trophée Tempestini Ledo
  - 2e de la Coppa Guinigi
  - 3e du Giro del Belvedere 
  - 3e du ZLM Tour
  - 3e du Trofeo Comune di Lamporecchio
- 2009
  - Gran Premio La Torre
  - Coppa Giulio Burci
  - Coppa Cicogna
  - 3e de Florence-Empoli
  - 3e du Trophée Edil C
  - 3e de Pistoia-Fiorano
  - 3e du Gran Premio Comune di Cerreto Guidi
- 2012
  - Trophée Matteotti
- 2013
  - 3e étape du Tour du Japon
- 2014
  - 1re étape du Circuit des Ardennes international
  - 3e étape du Tour du Japon
- 2015
  - 2e étape du Tour de Slovénie
- 2016
  - 3e étape du Tour de Hokkaido
  - 2e du Tour de Hokkaido

## Résultats sur les grands tours

### Tour d'Italie
2 participations
- 2012 : 120e
- 2015 : 108e

## Classements mondiaux
| Année           | 2007 | 2008 | 2009 | 2010 | 2011 | 2012 | 2013 | 2014 | 2015 | 2016   | 2017 |
| --------------- | ---- | ---- | ---- | ---- | ---- | ---- | ---- | ---- | ---- | ------ | ---- |
| UCI Asia Tour   |      |      |      | 108e |      | 295e | 133e | 89e  | 310e | 131e   | 363e |
| UCI Europe Tour | 465e | 202e | 385e | 354e | 410e | 175e | 321e | 517e | 310e | 1 157e | 288e |